# Governors Village
Governors Village es un lugar designado por el censo ubicado en el condado de Chatham en el estado estadounidense de Carolina del Norte. En el Censo de 2020 tenía una población de 1512 habitantes y una densidad poblacional de 1292, 31 habitantes por km². Fue incluido como CDP en el censo de 2020.

## Geografía
Governors Village se encuentra ubicado en las coordenadas 35°51′07″N 79°01′33″O / 35.85194, -79.02583. Según la Oficina del Censo de los Estados Unidos,  tiene una superficie total de 1,17 km², de la cual 1,15 km² corresponden a tierra firme y 0,02 km² a agua.